# Yoshihisa Hirano
Yoshihisa Hirano (平野 義久 Hirano Yoshihisa?,  7 de diciembre de 1971, Prefectura de Wakayama) es un compositor japonés.

## Biografía
Yoshihisa Hirano estudió composición en la Academia Juilliard en el año 1992, y más tarde prosiguió sus estudios en la Escuela de Música de Eastman. Entre algunos de los premios musicales que ha recibido se encuentra el Primer Premio en la Competición de Axia Tape en Japón durante sus años como estudiante de secundaria y el Concurso de Nueva Música de Nueva York para Jóvenes Grupos. Ha compuesto música para conciertos, bailes, películas y radio, con composiciones que van desde la música clásica al pop y la música más contemporánea. En los últimos tiempos se ha dedicado sobre todo a componer las bandas sonoras para varios animes. También hizo la música para las cuentas atrás para las celebraciones de los festivales "Tokyo DisneySea" en los años 2002 y 2004.
Hirano se ha asociado con el pianista Masako Hosoda para formar el conjunto "Bleu", que hasta el momento ha sacado dos álbumes. También es el responsable de algunas de las composiciones y arreglos de varios álbumes del grupo Ali Project.

## Discografía

### Bandas sonoras de Anime
| Título del Anime                                     | Año de Salida |
| ---------------------------------------------------- | ------------- |
| Beyblade                                             | 2001          |
| Seven of Seven                                       | 2002          |
| Harukanaru Toki no Naka de ~Ajisai Yumegatari~ (OVA) | 2002          |
| Hanada Shonen-shi                                    | 2002          |
| Air Master                                           | 2003          |
| Harukanaru Toki no Naka de ~Hachiyou Shou~           | 2004          |
| Midori no Hibi                                       | 2004          |
| Doki Doki School Hours / Sensei no Ojikan            | 2004          |
| Gin'yuu Mokushiroku Meine Liebe                      | 2004          |
| Strawberry Panic                                     | 2006          |
| Ouran High School Host Club                          | 2006          |
| Harukanaru Toki no Naka de ~Maihitoyo~ (Película)    | 2006          |
| Silk Road Boy Yuto (3D)                              | 2006          |
| Super Robot Wars Original Generation: Divine Wars    | 2006          |
| Death Note                                           | 2006          |
| Kotetsushin Jeeg                                     | 2007          |
| Himitsu Top Revelation                               | 2008          |
| Real Drive                                           | 2008          |
| Hajime no Ippo: New Challenger                       | 2009          |
| Resident Evil: The Darkside Chronicles               | 2009          |
| Tatakau Shisho                                       | 2009          |
| Final Fantasy XIII                                   | 2009          |
| Chu-Bra                                              | 2010          |
| Break Blade                                          | 2010          |
| Hunter x Hunter                                      | 2011          |
| Chiruran Nibun no Ichi                               | 2017          |

### Colaboraciones
- Compuso junto a Mikiya Katakura (Ali Project) los arreglos Strings para los álbumes Grand Finale, Gothic Opera y Les Papillons.
- Yoshihisa Hirano ha colaborado junto con Hideki Taniuchi en las bandas sonoras de los animes "Death Note" y "Real Drive".
- Hizo los arreglos para el "opening" y el "ending" de la serie de anime "Maria-sama ga Miteru" en colaboración con Mikiya Katakura, el compositor de Ali Project.
- Volvió a colaborar con el grupo Ali Project encargándose de los arreglos del "opening" y del "ending" del anime "Maria-sama ga Miteru ~Haru~", segunda temporada de la anterior.
- Colabora en la orquestación del juego "Dirge of Cerberus: Final Fantasy VII" junto al compositor Masashi Hamauzu.
- Colabora con Naofumi Tsuyurama y con Takuya Hanaoka en la banda sonora del anime "Super Robot Wars Original Generation: Divine Wars".

## Detalles
- Es un compositor bastante talentoso y joven, de la generación de los años 70.
- Su música es preferentemente de estilo clásico, aunque en algunos de sus trabajos toca otros estilos, como la música industrial.
- Es de estilo más romántico - balada clásica que épico, aunque la excepción se encuentra en la banda sonora de "Super Robot Wars Original Generation: Divine Wars", en colaboración con otros dos compositores.